# Сільськогосподарський район штату Сержипі (мезорегіон)
Сільськогосподарський район штату Сержипі (порт. Mesorregião do Agreste Sergipano) — адміністративно-статистичний мезорегіон в Бразилії, входить в штат Сержипі.

## Склад мезорегіону
В мезорегіон входять наступні мікрорегіони:
1. Носса-Сеньйора-дас-Доріс
2. Тобіас-Баррету
3. Агресті-ді-Ітабайана
4. Агресті-ді-Лагарту

| Бразилія | Це незавершена стаття з географії Бразилії. Ви можете допомогти проєкту, виправивши або дописавши її. |